# Charlotte de La Marck
Charlotte de La Marck (* 5. November 1574 in Sedan; † 15. Mai 1594 ebenda) war regierende Fürstin von Sedan und Herzogin von Bouillon, zudem Gräfin von Braine und Albon, Baronne Jametz und Dame de Raucourt.

## Leben
Charlotte de la Marck war die Tochter von Henri-Robert de La Marck, und Françoise de Bourbon-Vendôme, Fürstin von Sedan und Herzogin von Bouillon. Nach dem Tod ihres Bruders Guillaume Robert de La Marck 1588 war sie der einzige lebende Nachkomme von Henri-Robert de La Marck, vor allem aber von Françoise de Bourbon als Erbin von Sedan und Bouillon.
Am 19. November 1591 heiratete sie in Sedan Henri de La Tour d’Auvergne, Vicomte de Turenne (* 28. September 1555; † 25. März 1623), einen Adligen helvetischen Bekenntnisses. Die Ehe wurde von König Heinrich IV. arrangiert. Henri de La Tour war der Sohn von François III. de La Tour, Vicomte de Turenne, und Eléonore de Montmorency, die Großväter waren François II. de La Tour, Gouverneur und Generalleutnant der Île-de-France und der Connétable Anne de Montmorency; 1592 wurde er zum Marschall von Frankreich ernannt.
Sie starb am 15. Mai 1594 im Kindbett nach der Geburt ihres ersten Kindes, das am 8. Mai 1594 geboren wurde und auch starb. Sie wurde in der Kirche Saint-Laurent in Sedan bestattet.
Durch sie wurden Sedan und Bouillon auch ohne legitimen Erben aus ihrer Ehe an das Haus La Tour d’Auvergne vererbt, da Charlotte in ihrem Testament ihren Onkel Charles Robert de La Marck, den katholischen zweiten Sohn von Robert IV. de La Marck enterbt und ihren Ehemann eingesetzt hatte. Der Witwer beanspruchte folglich den Besitz für sich und jetzt aus eigenem Recht (souveräner 5. Herzog von Bouillon und 4. Fürst von Sedan) und konnte ihn später an seinen ältesten Sohn aus seiner zweiten Ehe weitergeben. Sein Enkel Godefroy Maurice de La Tour d’Auvergne bekam den Anspruch auf Bouillon 1678 offiziell bestätigt, allerdings jetzt unter französischer Oberhoheit.